# Mesmerize
„Mesmerize” este un cântec al interpretului de muzică rap Ja Rule realizat în colaborare cu Ashanti. Piesa face parte de pe albumul The Last Temptation, fiind lansată în Statele Unite ale Americii la data de 24 decembrie 2002.
Discul single s-a clasat pe locul 2 în Billboard Hot 100 și a obținut poziții de top 10 în Australia și Noua Zeelandă.

## Clasamente
| Clasament                      | Poziția maximă | Referință |
| ------------------------------ | -------------- | --------- |
| Australia Singles Chart        | 5              | [ 3 ]     |
| Dutch Singles Chart            | 33             | [ 3 ]     |
| France Singles Chart           | 66             | [ 3 ]     |
| Ireland Singles Chart          | 19             | [ 4 ]     |
| New Zeeland Singles Chart      | 3              | [ 3 ]     |
| Swiss Singles Chart            | 79             | [ 3 ]     |
| UK Singles Chart               | 12             | [ 5 ]     |
| U.S. Billboard Hot 100         | 2              | [ 2 ]     |
| U.S. Billboard Hot R&B Songs   | 5              | [ 2 ]     |
| U.S. Billboard Hot Rap Singles | 2              | [ 2 ]     |

## Datele lansărilor
| Țara                       | Data              | Format      | Referință |
| -------------------------- | ----------------- | ----------- | --------- |
| Statele Unite ale Americii | 24 decembrie 2002 | disc single | [ 1 ]     |
| Canada                     | 4 martie 2003     | disc single | [ 6 ]     |
| Australia                  | 11 martie 2003    | disc single | [ 7 ]     |
| Regatul Unit               | 22 aprilie 2003   | disc single | [ 8 ]     |